# Murdochville
Pour les articles homonymes, voir Murdoch.
Murdochville [mɚdɔkvil, mœʁ-]  est une ville minière du Québec située dans la municipalité régionale de comté de La Côte-de-Gaspé dans la région administrative de la Gaspésie–Îles-de-la-Madeleine. Elle se trouve à 580 mètres d'altitude. La municipalité est membre de la Fédération des Villages-relais du Québec.

## Toponymie
Murdochville a été nommée ainsi en l'honneur de James Y. Murdoch, un des fondateurs de la ville, propriétaire et premier président de la Noranda Mines,.

## Histoire
En 1921, les frères Miller découvrirent du minerai de cuivre dans la région. En 1938, la Noranda Mines acquit la concession des frères Miller. Dans les années 1940, la compagnie mena des travaux de sondage. Finalement, en 1951, la compagnie minière annonça que cette découverte avait un potentiel de 65 millions de tonnes de minerai et entama les travaux pour aménager les infrastructures minières. C'est ainsi que la Gaspé Copper Mines, une filiale de la Noranda Mines, déposa une requête auprès de la législature du Québec pour l'établissement d'une ville. D'ailleurs, la charte de ville proposée par la compagnie minière fut refusée par le Premier ministre du Québec Maurice Duplessis, puisque celle-ci comprenait une disposition à l'effet que le maire et les conseillers municipaux devaient absolument parler anglais.
Les travaux d'aménagement de Murdochville au début des années 1950 impliquèrent de nombreux investissements. La Gaspé Copper Mines s'occupa des infrastructures minières et municipales tandis que le gouvernement provincial aménagea les accès routiers entre Gaspé et Murdochville et entre Murdochville et L'Anse-Pleureuse. De son côté, le gouvernement fédéral contribua pour les infrastructures portuaires de Gaspé et de Mont-Louis. Hydro-Québec a installé quatre câbles sous le fleuve Saint-Laurent entre Manicouagan et Les Boules pour alimenter Murdochville en électricité. Le 15 juillet 1953, la création de la ville fut officialisée à partir d'un territoire qui était jusque là non organisé. Le 9 décembre 1955, la mine sortit sa première coulée de cuivre.
En 1957, survint la grève de Murdochville qui dura sept mois et eut un retentissement national. Dans les années 1970, la population de la ville atteignit 5000 habitants.
En septembre 1999, à la suite de l'effondrement du cours du cuivre et de l'épuisement des ressources, la mine cessa ses opérations suivi de la fonderie en avril 2002. Ceci causa la perte de 300   emplois et une réduction importante de la population de Murdochville. Il y eut un référendum pour la dissolution de la ville. Celle-ci relança son économie grâce à l'énergie éolienne et au tourisme.
L'ensemble de la ville et du site minier et de transformation du cuivre a été décontaminé par la société Xstrata qui avait repris les activités et a consacré 115 mil de $ à cette décontamination, retirant 30 cm de sol sur 900 propriétés de Murdochville pour les remplacer par de la tourbe .
Après deux ans de fermeture, le musée racontant l’histoire de la mine et des minerais a rouvert, permettant une visite de la mine.
Les festivités entourant le 60e anniversaire de la municipalité se sont déroulées du 25 au 28 juillet 2013.

## Géographie

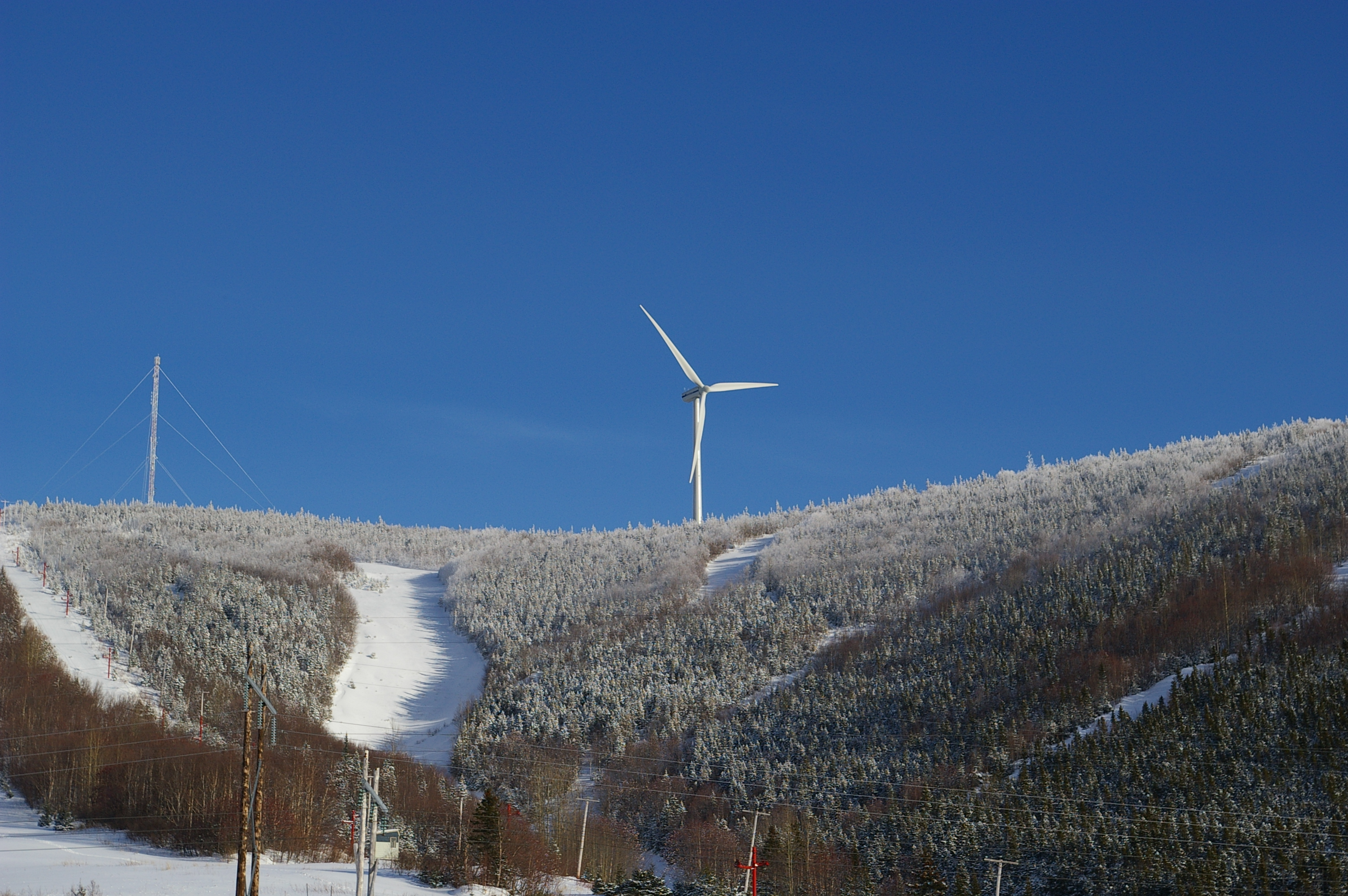
Vue nord de la ville (mont Miller).

Murdochville se situe sur la péninsule gaspésienne à 600 km au nord-est de Québec et à 100 km à l'ouest de Gaspé. En fait, la ville se trouve à 40 km au sud de la rive nord de la péninsule. Elle se situe en pleine forêt mixte et est entourée de montagnes. La municipalité fait partie de la municipalité régionale de comté de La Côte-de-Gaspé dans la région administrative de la Gaspésie–Îles-de-la-Madeleine.

## Démographie
| 1961  | 1966  | 1971  | 1976  | 1981  | 1986  | 1991  |
| ----- | ----- | ----- | ----- | ----- | ----- | ----- |
| 2 951 | 3 028 | 2 891 | 3 704 | 3 396 | 2 302 | 1 689 |

| 1996  | 2001  | 2006 | 2011 | 2016 | 2021 | - |
| ----- | ----- | ---- | ---- | ---- | ---- | - |
| 1 595 | 1 171 | 812  | 764  | 651  | 643  | - |

## Administration
Les élections municipales se font en bloc pour le maire et les six conseillers.
| Murdochville Maires depuis 2001                                                                                      |                        |         |          |
| Élection | Maire                  | Qualité | Résultat |
| 2001 | Marc Minville          |         | Voir     |
| 2005 | Delisca Ritchie Roussy |         | Voir     |
| 2009 | Delisca Ritchie Roussy | Voir    |          |
| 2013 | Delisca Ritchie Roussy | Voir    |          |
| 2017 | Delisca Ritchie Roussy | Voir    |          |
| 2021 | Delisca Ritchie Roussy | Voir    |          |
| Élection partielle en italique Depuis 2005, les élections sont simultanées dans toutes les municipalités québécoises |                        |         |          |